# Sauropus bacciformis
Sauropus bacciformis là một loài thực vật có hoa trong họ Diệp hạ châu. Loài này được (L.) Airy Shaw miêu tả khoa học đầu tiên năm 1980.